# HD 61774
HD 61774 è una stella gigante arancione di magnitudine 5,93 situata nella costellazione della Poppa. Dista 720 anni luce dal sistema solare.

## Osservazione
Si tratta di una stella situata nell'emisfero celeste australe; grazie alla sua posizione non fortemente australe, può essere osservata dalla gran parte delle regioni della Terra, sebbene gli osservatori dell'emisfero sud siano più avvantaggiati. Nei pressi dell'Antartide appare circumpolare, mentre resta sempre invisibile solo in prossimità del circolo polare artico. La sua magnitudine pari a 5,9 la pone al limite della visibilità ad occhio nudo, pertanto per essere osservata senza l'ausilio di strumenti occorre un cielo limpido e possibilmente senza Luna.
Il periodo migliore per la sua osservazione nel cielo serale ricade nei mesi compresi fra dicembre e maggio; da entrambi gli emisferi il periodo di visibilità rimane indicativamente lo stesso, grazie alla posizione della stella non lontana dall'equatore celeste.

## Sistema stellare
HD 61774 è un sistema stellare formato da due componenti. La componente principale A è una stella di magnitudine 5,93. La componente B è di magnitudine 11,3, separata da 8,3 secondi d'arco da A e con angolo di posizione di 279 gradi.